# Kuosasj-Jaure (Gällivare socken, Lappland, 748513-166406)
Kuosasj-Jaure är en sjö i Gällivare kommun i Lappland och ingår i Luleälvens huvudavrinningsområde. Sjön har en area på 0,531 kvadratkilometer och ligger 491 meter över havet. Kuosasj-Jaure ligger i Sjaunja Natura 2000-område.

## Delavrinningsområde
Kuosasj-Jaure ingår i det delavrinningsområde (748303-166453) som SMHI kallar för Utloppet av Kuosasj-Jaure. Medelhöjden är 551 meter över havet och ytan är 14,05 kvadratkilometer. Det finns inga avrinningsområden uppströms utan avrinningsområdet är högsta punkten. Vattendraget som avvattnar avrinningsområdet har biflödesordning 3, vilket innebär att vattnet flödar genom totalt 3 vattendrag innan det når havet efter 302 kilometer. Avrinningsområdet består mestadels av skog (68 procent) och sankmarker (20 procent). Avrinningsområdet har 0,73 kvadratkilometer vattenytor vilket ger det en sjöprocent på 5,2 procent.